# Beth Heidenová
Elizabeth Lee „Beth“ Heidenová Reidová (* 27. září 1959 Madison, Wisconsin) je bývalá americká rychlobruslařka a cyklistka, sestra rychlobruslaře Erica Heidena.

## Kariéra
Jako rychlobruslařka debutovala v prvním mezinárodním závodě v listopadu 1975, v lednu 1976 již startovala na Mistrovství světa juniorů, kde získala stříbrnou medaili. Zúčastnila se i závodu na 3000 m na Zimních olympijských her 1976, ve kterém skončila jedenáctá. V následující sezóně obhájila stříbro na juniorském světovém šampionátu, na seniorském Mistrovství světa ve sprintu skončila sedmá a na Mistrovství světa ve víceboji čtvrtá.
V sezóně 1977/1978 poprvé vyhrála juniorské Mistrovství světa, na seniorském vícebojařském šampionátu získala stříbrnou medaili a na sprinterském Mistrovství světa byla desátá. V roce 1979 si odvezla zlaté medaile z Mistrovství světa juniorů a Mistrovství světa ve víceboji a stříbrnou z Mistrovství světa ve sprintu. Svoji rychlobruslařskou kariéru zakončila sezónou 1979/1980, v níž vybojovala bronz na sprinterském světovém šampionátu a stříbro na Mistrovství světa ve víceboji. Zúčastnila se též Zimních olympijských her v Lake Placid, kde i přes zranění kotníku získala bronzovou medaili ze závodu na 3000 m. V dalších olympijských startech na 500 a 1500 m byla sedmá, na trati 1000 m dojela pátá.
Jako cyklistka vyhrála silniční závod na Mistrovství světa v silniční cyklistice 1980 ve francouzském Sallanches.